# Parti libéral européen
Le Parti libéral européen est un parti politique français proche du centre créé en 1960, sur les cendres du Rassemblement autonome des gauches républicaines, par Jean-Paul David et Pierre Marcilhacy.
Il est dissous en 1977.

## Historique
Pierre Marcilhacy est candidat du PLE à la présidence de la République en 1965 obtenant 1,71%, en avant-dernière position. *
Le PLE s'apparente au Mouvement réformateur en 1973 et fusionne en 1977 avec le Parti radical valoisien.